# Aspekt
Aspekt är inom grammatiken en böjningskategori av verb som (till exempel genom tillägg av affix eller hjälpverb) anger om ett verbs handling är tillfällig eller upprepad, avslutad eller oavslutad. Det kontrasterar mot tempus och modus. 

## I svenska
Svenskans perfekt och pluskvamperfekt kan ses som aspektuellt perfekta former av presens respektive preteritum (de kallas dock vanligen för tempusformer, eftersom de också uttrycker temporalitet). Svenskan har annars inga grammatikaliserade sätt att ange verbets aspekt, utan uttrycker skillnader genom mer eller mindre stående lexikala omskrivningar: partikelverb som "äta upp" och "dricka ur" anger att verben är avslutade, medan omskrivningen "håller på att ..." anger att verbet är pågående. Jämför detta med andra språk som har grammatikaliserade sätt att ange verbets aspekt, exempelvis engelskans be ...-ing, som uttrycker progressiv aspekt (pågående skeende).
Aspekt kan vara en flexionell eller en derivationell kategori. På klassisk grekiska, latin och romanska språk skapas aspekt genom böjningar. Här används i förfluten tid ett tempus för avslutad handling (perfektiv) och ett för oavslutad handling (imperfektiv). Formerna kallas i franskan passé simple och imparfait, i grekiskan för aorist och imperfektum. 

## I slaviska språk
I de slaviska språken förekommer i stort sett alla verb i par, där det ena innebär att verbet är ofullbordat och det andra att det är fullbordat. Där skapas aspekt genom ordbildning. Två typer av avledning är de vanligaste: att ett perfektivt verb bildas av ett imperfektivt genom prefigering, eller att ett imperfektivt bildas av ett perfektivt genom suffigering. Ibland använder man helt olika ord beroende på aspekten – exempelvis brat och vzjat på ryska, som båda betyder "ta", men i ofullbordad respektive fullbordad aspekt. I vissa handböcker och lexikon betraktas dock båda de verb som ingår i ett aspektpar som ett enda samlat lexem. Slaviska språk har också aktionsarter, exempelvis kan det ryska prefixet po- ange att verbet pågår en stund. 

## Semantiska kategorier
Av betydelse för aspektkategorin, men fristående från denna, är semantiska kategoriseringar av verb, framför allt uppdelningen i terminativa (teliska) och icke-terminativa (ateliska) verb eller verbfraser. 